# The Angels of Mons
The Angels of Mons è un cortometraggio muto del 1915 diretto da L.C. MacBean e Fred Paul incentrato sull'omonima vicenda bellica.

## Produzione
Il film fu prodotto dalla G.B. Samuelson Productions.

## Distribuzione
Distribuito dalla Midland, il film - un cortometraggio in due bobine - uscì nelle sale cinematografiche britanniche nel settembre 1915.